# NeoPlanet
NeoPlanet byl webový prohlížeč běžící na vykreslovacím jádře Trindet vyvinutý v roce 1997 firmou Bigfoot Internation a později upravován jejich dceřinou firmou NeoPlanet. Byl to jeden z prvních prohlížečů, u nějž se dal plně přizpůsobit vzhled.
Neoplanet byl „plug-out“ rozšíření pro Internet Explorer (IE), který tak dostal nové integrované uživatelské rozhraní. 
V tomto rozhraní bylo možné prohlížet web, mailovat i chatovat. Vše v něm ale bylo jednodušší. NeoPlanet měl podobu portálu přizpůsobeného netechnickým uživatelům. Na rozdíl od webových portálů, které zmizely hned po přechodu na novou stránku, provázel NeoPlanet uživatele při všem, co na webu dělal.
Neoplanet byl původně vytvořen Jamesem Friskelem. Neoplanet, stejně jako Bigfoot International byly založeny Lennym Barshackem a Jamesem Hoffmanem.

## Historie
Beta verze programu byla uvolněna říjnu roku 1997, jen měsíc po uvolnění Internet exploreru 4.0. Neoplanet byl určen pro Windows 95 a NT, obsahoval seznam kanálů, které byly dále děleny do kategorií. Na podzim 1998 byla vydána verze 2.0, která již nabízela přizpůsobitelné rozhraní. Tato nová verze také obsahovala služby Snap (joint venture mezi CNET a NBC) a Alexa. Verze 2.0 byla vydána jako zdarma stáhnutelný update o velikosti 1,9MB, nabízel na výběr z 20 dostupných skinů (hlavní znaky IE ale zůstaly nezměněny).
V lednu 1999 byl NeoPlanet vyčleněn do vlastní společnosti Neoplanet, Inc. sídlící v Phoenixu v Arizoně. V té době byl prezidentem společnosti Warren Adelman a hlavním zaměřením společnosti se stal malý nerozvinutý trh přizpůsobitelných webových prohlížečů.
Tyto prohlížeče mohly být užitečné ve firemním prostředí, kde si jednotlivé společnosti mohly upravit prohlížeč podle specifických potřeb svých zaměstnanců. Dalšími potenciálními zákazníky byly uživatelé, kterým se líbil neobvyklý vzhled portálu.
Společnosti McAfee a Terra Lycos se staly partnery NeoPlanetu ve vývoji těchto prohlížečů. Projekt, na kterém se podílelo New Line Cinema se uskutečnil v roce 1999, kdy při příležitosti premiéry filmu "Austin Powers: Agent, který mě vojel", byla vydán i speciální edice prohlížeče. Brzy poté následoval prohlížeč i k filmu "Dr. Zloun". Uvolnění verze Neoplaner 5.0 znamenalo značný posun programu směrem k virtuálním komunitám. Prohlížeč se stal jakousi „internetovou plochou“, zde už podporující obsahující flash, instant messaging a NetClubs.
Na jaře 2000 se sídlo společnosti přesunulo do města Tempe. Poté získali 23 milionů dolarů od Integral Capital, J & W Seligman, Constellation Ventures, Broadview a několika dalších investorů.  To Neoplanetu pomohlo k získání obchodních partnerství s největšími společnostmi v Americe, mimo jiné  Universal Studios, Interscope/Geffen/A&M Records, USA Networks, MTV, Lord of the Rings, TV Guide, Hewlett Packard, Carolina Hurricanes and Phoenix Coyotes. Tato partnerství jim pomohla k vytvoření popuárních skinů a k jejich propagaci.
Pro společnost Universal Pictures byl vytvořen oficiální prohlížeč k filmu "Grinch". Prohlížeč měl unikátní vzhled obsahující zvuky, obrázky z filmu a přímý odkaz na web Grinch. Byl zde dokonce integrován nástroj pro komunikaci fanoušků filmu ve zvláštní komunitě.
V roce 2001 vydal NeoPlanet sadu Viassary pro zlepšení uživatelské přívětivosti prohlížeče, rovněž umožňující firmám lépe porozumět a komunikovat se svými zákazníky. V tomto roce  dosáhl NeoPlanet 8 milionů uživatelů.

## Popis aplikace
Klientská část programu vypadá na počítači jako běžná nenáročná aplikace nabízející rozhraní pro surfování na webu a přizpůsobitelný adresář. Neoplanet umožňuje přizpůsobení GUI, integrovaný emailový klient a chat.
Serverová část aplikace zatím získává a vyhodnocuje data o uživateli za účelem cílení reklamy.

### Skiny
Skiny se staly hlavní předností Neoplanetu. Byl to také první prohlížeč, který umožňoval celkové upravení vzhledu. Většina těchto skinů byla vytvořena samotnými uživateli. Velké popularitě se mezi uživateli těšily oficiální skiny oblíbených filmů, které vznikaly díky spolupráci s New Line Cinema a Universal Studios.
Neoplanet se stal jedním z prvních prohlížečů s rozpracovaným systémem záložek. Nabízel i stahovatelné sady těchto záložek.

## Technologie
Klient NeoPlanetu je založen na Klient-server architektuře, která umožňovala budoucí přidávat budoucí updaty a rozšíření na bázi objektového modelu. Uživatelské rozhraní bylo složeno z několika softwarových objektů, působících jako jednotná aplikace. To bylo umožněno vytvořeím nové abstraktní vrstvy nezávislé na HTML vykreslovacích enginech a nezávislé na konkrétním vzhledu, což bylo velmi důležité pro vytváření unikátních řešení. Bylo také možné později upravovat jednotlivé objekty aplikace bez potíží s kompatibilitou s ostatními částmi.
Další komponentou systému byla funkce na sledování aktivit uživatelů a na cílení reklamy.

## Patenty
NeoPlanet si nechal patentovat systém posílání zpráv s indikací stavu respondenta. Dalším patentem bylo začlenění speciálního módu pro děti v rámci aplikace jejich rodičů. 